# 東方学院
東方学院（とうほうがくいん）は、1973年に財団法人東方研究会（現・公益財団法人中村元東方研究所）が開設した私塾。

## 概要
東京大学名誉教授の中村元が設立した財団法人東方研究会(現・公益財団法人中村元東方研究所)が母体となっている。
一般の人々のための「寺子屋」を標榜し、国籍・年齢を問わずに、勉強したい人々が自由に勉強出来ることを主旨としている。
設立の背景には、東大紛争により学内でまともな研究ができなくなったことがある。

## 講義内容
- 一般思想部門
- 個別研究部門
- 語学部門
- 実習部門
- 国際交流部門

## 著名な出身者
- ケネス田中